# Jaxartosaurus
Jaxartosaurus là một chi khủng long, được Riabinin mô tả khoa học năm 1937.